# Dawn Harper-Nelson
Dawn Harper-Nelson (nacida el 14 de junio de 1984 según el database Olímpico, y el 13 de mayo de 1984 según el Database estadounidense) de East St. Louis, Illinois es una atleta estadounidense de salto de vallas y ganadora olímpica de una medalla de oro en los Juegos Olímpicos de Pekín 2008.
Harper reside en Los Ángeles, California y entrenada por Bob Kersee.
Harper es la hija de Henry y Linda Harper y tiene un hermano, Bryton, y una hermana, Keya. Harper se graduó de psicología de la Universidad de California, Los Ángeles.